# Барфилд, Вельма
Мардж Ве́льма Ба́рфилд (англ. Margie Velma Barfield; 29 октября 1932 — 2 ноября 1984) — американская серийная убийца.

## Биография
Мардж родилась в сельской местности в Южной Каролине, а выросла возле Фейетвилла, штат Северная Каролина. Её родители часто ссорились, и Мардж негодовала на мать, которая не отвечала на оскорбления и избиения. Мардж ушла из семьи, когда в 1949 году вышла замуж за Томаса Берка. У них было двое детей и жили они вполне счастливо, до тех пор, пока у Барфилд после перенесенной гинекологической операции не начались сильные боли в пояснице. Возможно, из-за этого она пристрастилась к наркотикам. Так или иначе, её поведение изменилось. Томас Берк начал пить, и в апреле 1969 года Мардж с детьми обнаружила дом сгоревшим, а мужа мёртвым.
В 1970 году Мардж вышла замуж за вдовца Дженнингса Барфилда. Меньше чем через год после брака Дженнингс умер от сердечных осложнений, и Мардж овдовела во второй раз. В 1974 году у матери Барфилд — Лилиан Баллард — неожиданно началась диарея, рвота и тошнота, поправилась она лишь через несколько дней. В рождественские дни в том же году Лилиан повторно испытала такую же болезнь. Она умерла в больнице. В 1976 году Барфилд нанялась помогать пожилой паре — Монтгомери и Долли Эдвардс. Зимой того же года Монтгомери заболел и умер. Спустя месяц после смерти мужа у Долли началась болезнь, которая была у матери Мардж, и она также умерла. Барфилд позднее созналась в этом убийстве. В следующем 1977 году Барфилд ухаживала за 76-летней Ли, у которой была сломана нога. 4 июня 1977 года у мужа Ли появились мучительные боли в животе наряду с рвотой и диареей. Он скончался. Другой жертвой стал Стюарт Тэйлор, друг Барфилд и родственник Долли Эдвардс. Она добавила содержащий мышьяк крысиный яд в его пиво и чай. Тэйлор умер 3 февраля 1978, в то время как Барфилд пыталась «вылечить» его. Вскрытие показало, что причиной смерти стал мышьяк. Барфилд арестовали. После этого провели эксгумацию тела Дженнингса Барфилда и обнаружили следы того же яда. В конце концов Мардж начала сознаваться в убийствах.

## Суд
Мардж Барфилд приговорили к смертной казни. Во время пребывания в камере смертников она проявляла набожность и общалась с проповедниками-евангелистами. Правда, потом заявила, что это было неискренне.
Барфилд была казнена 2 ноября 1984 года в Северной Каролине. Она не стала делать специальный заказ для своей последней трапезы, выбрав только большой пакет чипсов и «Кока-колу».
В последнем слове она сказала: «Я знаю, что все семьи (убитых) перенесли большую боль, я очень сожалею и хочу поблагодарить всех, кто поддерживал меня эти шесть лет». Её казнили с помощью смертельной инъекции. Барфилд похоронили на маленьком сельском кладбище в Северной Каролине рядом с могилой её первого мужа Томаса Берка. Она — первая женщина, казнённая в США с 1962 года путём смертельной инъекции.
Казнь Барфилд вызвала некоторые политические споры, когда губернатор Джим Хант, который бросал вызов действующему сенатору Джесси Хелмсу за место в Сенате США, отклонил просьбу Барфилд о помиловании.